# Spodnje Tinsko
Spodnje Tinsko este o localitate din comuna Šmarje pri Jelšah, Slovenia, cu o populație de 77 de locuitori.